# Parco nazionale Sarek
Il parco nazionale Sarek è un parco nazionale della Svezia, nella contea di Norrbotten, nella municipalità di Jokkmokk. È stato istituito nel 1909. 
Dal 1967 ha ricevuto il Diploma europeo delle aree protette.

## Territorio
Il Parco nazionale di Sarek comprende una delle più remote ed inaccessibili zone dell'intero territorio svedese. I suoi 197.000 colli sono costituiti per la quasi totalità da alte vette ricoperte da ghiacciai e profonde valli solcate da torrenti difficilmente guadabili. La natura è qui rimasta pressoché intatta causa le impervie condizioni del territorio.

## Area lappone
Sarek, Stora Sjöfallet e Padjelanta essendo adiacenti e omogenei sul piano ambientale, rappresentano il più vasto e antico complesso di parchi nazionali d'Europa, la loro superficie complessiva infatti consta di ben 550.000 ettari di terre praticamente vergini. Se vi si sommassero anche altre riserve vicine come Sjaunja e Tjuoltavagge si raggiungerebbe addirittura un'estensione totale che supera gli 800.000 ettari.

## Flora
Il territorio è caratterizzato da una conformazione essenzialmente alpina, con estese praterie e brughiere alle quote più elevate e foreste di betulla (Betula spp.) mista a frassini montani, salici, padi, pino silvestre (Pinus sylvestre) e abete rosso (Picea excelsa).

## Fauna
Tutti i rappresentanti della fauna scandinava, con orso bruno, ghiottone, lince, volpe artica, lontra, ermellino, martora, alce, renna, lemming e lupo. L'avifauna comprende la civetta delle nevi, la pernice bianca e il cigno selvatico.